# 35a Divisió (Exèrcit Popular de la República)
La 35a Divisió (a vegades denominada 35a Divisió Internacional) va ser una divisió de l'Exèrcit Popular de la República que va lluitar durant la Guerra Civil Espanyola en defensa de la legalitat de la Segona República Espanyola. Aquesta unitat, creada el 23 de març de 1937, es va constituir amb l'objectiu d'integrar a diverses Brigades Internacionals sota un comandament centralitzat. Va participar en algunes de les principals batalles de la guerra, com les de Brunete, Belchite, Terol i la de l'Ebre.

## Historial d'operacions
Creada el 23 de març de 1937, integrava les Brigades XII, XIV i 69a i va quedar enquadrada en el V Cos. El comandament de la divisió li va ser assignada a l'internacional General Walter i la prefectura d'Estat de Major va recaure en el Tinent Coronel Ludwig Renn, un prestigiós comunista alemany.
A la fi de maig va participar al costat de la 34a Divisió de José María Galán Rodríguez en l'ofensiva de Segòvia. Les operacions, que van estar sota el comandament de Walter, van acabar en un rotund fracàs i una elevada quantitat de baixes. Un mes després va intervenir en la batalla de Brunete on, malgrat haver lluitat bé i conquistar algunes posicions, va tornar a sofrir nombroses baixes sense haver-se complert els objectius.

### Al Front d'Aragó
A la fi d'agost va participar al costat de la 11a Divisió en l'ofensiva de Saragossa, un de les ofensives republicanes més importants de tota la guerra. Anaven integrades totes dues divisions en l'Agrupació «D» al comandament de Modesto, comptant a més amb el suport de cavalleria, artilleria i tancs soviètics. Els internacionals del general «Walter» aviat van aïllar Codo, defensada per 300 requetès carlistes davant dels 2.000 soldats atacants de la Divisió. Quan els brigadistes van aconseguir conquistar Codo, es van trobar una pintada gravada en una de les parets de la localitat: "Per cada roig que mateu, un any menys de purgatori". A continuació van marxar sobre la setjada localitat de Belchite, que encara resistia tenaçment els superiors atacs de les tropes republicanes. Els anglesos i nord-americans de la XV Brigada Internacional van lluitar valerosament casa per casa, amb un elevat nombre de baixes per part seva. La petita localitat va resistir fins al 7 de setembre, quan l'ofensiva republicana ja s'havia esgotat, sense haver aconseguit la conquesta de la capital aragonesa. Després de tres mesos seguits de combats la Divisió es trobava molt desgastada i, després d'un puntual atac sobre Fuentes de Ebro, va passar a la rereguarda rebent reforços i nou armament.
Per a aquestes dates la Divisió estava integrada per les Brigades XI i XV (internacionals) i la 32a (espanyola).
A la fi de desembre va marxar al front de Terol per a intentar detenir el contraatac franquista que amenaçava les operacions de conquesta en la capital terolenca. Al principi es trobava en la Reserva però el 29 de desembre va haver d'intervenir per a frenar el contraatac de les tropes del General Antonio Aranda. Va haver de retirar-se a «La Muela», posició que va defensar acarnissadament durant diversos dies, i posteriorment va marxar al sector de Singra. El 19 de gener els homes de Walter es van destacar en la lluita als afores de Terol, frenant l'ofensiva franquista. Les baixes sofertes per la Divisió durant aquests combats, enmig de l'hivern terolenca, van ser enormes.
El 7 de març, després que aconseguissin reconquerir Terol, els franquistes van atacar a tot el Front d'Aragó i van aconseguir trencar-lo per diversos punts. Les tropes britàniques, americanes i canadenques de la XV Brigada Internacional van ser les últimes a abandonar les ruïnes de Belchite, que tant els havia costat prendre l'estiu anterior. El general Vicente Rojo va ordenar congregar a Casp les Brigades Internacionals per a intentar frenar l'avanç enemic. La 35a Divisió va haver de reunir quantes unitats va poder, moltes de les quals per llavors es trobaven amb importants pèrdues i pràcticament desfetes. El 17 de març, malgrat la notable resistència duta a terme pels internacionals, va caure Casp i va començar una nova retirada cap a Catalunya i el Llevant.

### Batalla de l'Ebre
Al començament d'abril la Divisió va entrar a Catalunya, on quedaria envoltada de la resta de la zona republicana quan les tropes franquistes van arribar al mar per Vinaròs (Castelló) i van tallar la zona republicana en dues. A mitjan maig la divisió havia estat àmpliament reorganitzada, nomenant-se un nou comandant, l'espanyol Pedro Mateo Merino, així com un nou comissari polític i cap d'Estat de Major. També havia reorganitzat les seves brigades, que van rebre nou reclutes i comandaments espanyols, i van passar a estar integrades la XI, XIII i XV. Integrada en el XV Cos d'Exèrcit al comandament de Manuel Tagüeña, la nit del 24 al 25 de juliol va creuar el riu Ebre en la major ofensiva republicana de la guerra. La primera unitat de la divisió que va aconseguir la riba esquerra de l'Ebre va ser el Batalló Hans Beimler (de la XI Brigada), els caps de la qual van obrir la marxa al crit d' Avanceu, fills de Negrín! en diferents idiomes.
Finalment la divisió va creuar per Ascó, al nord de Mora d'Ebre, desallotjant dos batallons fortificats de les tropes franquistes, ocupant La Fatarella i fent retrocedir la 50a Divisió franquista. Va arribar a la venda de Camposines, prenent Corbera d'Ebre i els voltants de Gandesa. Va ser la divisió republicana que més va avançar en tota la batalla a l'interior del territori prèviament controlat per les forces franquistes. El 6 d'agost la 27a Divisió va rellevar de les seves posicions a Vilalba dels Arcs a la 35a, que es va retirar a la rereguarda per a un merescut descans després de gairebé 2 setmanes d'interminables combats. Després d'aquest curt repòs, el 15 d'agost va tornar al front i va rellevar a la castigada 11a Divisió. L'ordre de retirada dels brigadistes internacionals va arribar el 22 de setembre, data en què la XV Brigada Internacional va intervenir la seva última batalla; com ja va passar al començament d'agost, el batalló anglès va tornar a sofrir fortes pèrdues. Mantindria les seves posicions al voltant de Corbera fins a la quarta contraofensiva franquista (mes de setembre), quan va ser obligada a desplaçar-se al nord i tornar a creuar l'Ebre a l'est de Faió a mitjan novembre, sent l'última unitat republicana a retirar-se. Per a llavors els components internacionals de la Divisió ja havien estat retirats del front i substituïts per reclutes espanyols.

### Campanya de Catalunya
El 23 de desembre van donar començament l'ofensiva de Catalunya amb nombrosos atacs al llarg del riu Segre, per la qual cosa el V Cos de Líster va ser enviat a la zona de les Borges Blanques per a intentar tapar la bretxa. Durant 12 dies van aconseguir detenir l'atac dels italians del Corpo Truppe Volontarie (CTV), però el 5 de gener la resistència republicana es va enfonsar definitivament. Les restes de la 35a Divisió es van retirar al llarg de la costa catalana al costat del que quedava del XV Cos d'Exèrcit, passant per Barcelona fins al seu pas per la frontera franco-espanyola a principis de febrer.

## Comandaments

### Comandants
- General Karol Świerczewski, popularment més conegut com a General Walter.
- Major de milícies Pedro Mateo Merino (des del 6 de maig de 1938).[1]

### Comissaris
- Julián Muñoz Lizcano, del PSOE;[27]
- Juan Sánchez Marín, del PSUC;[28]
- José María Sastre, del PCE (des de l'1 de maig de 1938).[1]

### Caps d'Estat Major
- Tinent Coronel Ludwig Renn.[1]
- Major de milícies Julián Henríquez Caubín (des de l'1 de maig de 1938).

## Ordre de batalla
| Data                   | Cos d'Exèrcit adscrit | Front de batalla | Brigades mixtes integrades |
| 23 de març de 1937     | V Cos d'Exèrcit       | Reserva General  | XII, XIV i 69a             |
| Maig de 1937           | I Cos d'Exèrcit       | Guadarrama       | XIV i 69a                  |
| Juliol de 1937         | V Cos d'Exèrcit       | Madrid           | XIV, 108a i 32a            |
| Desembre de 1937       | V Cos d'Exèrcit       | Aragó            | XI, XV i 32a               |
| Febrer de 1938         | V Cos d'Exèrcit       | Teruel           | XI, XIII i XV              |
| Març de 1938           | V Cos d'Exèrcit       | Aragó            | XI, XII, XIII, 139a i 213a |
| 30 d'abril de 1938     | XV Cos d'Exèrcit      | Ebre             | XI, XIII i XV              |
| 23 de desembre de 1938 | XV Cos d'Exèrcit      | Ebre             | 11a, 13a i 15a             |